# Kiah Melverton
Kiah Shenea Melverton (* 5. November 1996 in Southport, Queensland) ist eine ehemalige australische Schwimmerin. Bei Weltmeisterschaften gewann sie auf der 50-Meter-Bahn zwei Goldmedaillen, zwei Silbermedaillen und eine Bronzemedaille; auf der 25-Meter-Bahn erschwamm sie eine Bronzemedaille. Hinzu kamen einmal Gold, zweimal Silber und zweimal Bronze bei Commonwealth Games.

## Karriere
Kiah Melverton schwamm für TSS Aquatics und studierte an der Griffith University in Brisbane.

### Bis zum Weltmeistertitel 2019
Bei den Juniorenweltmeisterschaften 2013 belegte Melverton den sechsten Platz über 800 Meter Freistilschwimmen und den fünften Platz über 1500 Meter Freistil. Bei der Universiade 2015 in Gwangju wurde sie Dritte über 800 Meter und 1500 Meter Freistil. Über 400 Meter Freistil schwamm sie ebenso auf den vierten Platz wie mit der 4-mal-200-Meter-Freistilstaffel. Ende 2016 bei den Kurzbahnweltmeisterschaften in Windsor gewann sie die Bronzemedaille über 800 Meter Freistil. In der 4-mal-200-Meter-Staffel wurden Brittany Elmslie, Carla Buchanan, Ariarne Titmus und Kiah Melverton Vierte mit 0,07 Sekunden Rückstand auf die drittplatzierten Russinnen.
2017 bei den Weltmeisterschaften in Budapest trat Melverton im Freiwasser an und wurde Siebte über 5 Kilometer. Mit dem Mixed-Team erreichte sie den vierten Platz über 5 Kilometer.  Einen Monat später bei der Universiade in Taipeh wurde Melverton Vierte über 800 Meter und 1500 Meter Freistil.
2018 fanden die Commonwealth Games in Gold Coast statt. Über 800 Meter Freistil gelang den Australierinnen ein Dreifachsieg, es gewann Ariarne Titmus vor Jessica Ashwood und Kiah Melverton. Vier Monate später bei den Pan Pacific Championships in Tokio wurde Melverton über 800 Meter Freistil Vierte. Über 1500 Meter Freistil wurde sie Zweite. Sie schlug 21 Sekunden nach Katie Ledecky aus den Vereinigten Staaten und 0,74 Sekunden vor deren Landsfrau Leah Smith an.
Bei den Weltmeisterschaften 2019 in Gwangju wurde Melverton über 800 Meter und 1500 Meter Freistil jeweils Siebte. Die 4-mal-200-Meter-Freistilstaffel mit Kiah Melverton, Brianna Throssell, Madison Wilson und Leah Neale erreichte das Finale mit der schnellsten Vorlaufzeit. Im Endlauf waren Ariarne Titmus, Madison Wilson, Brianna Throssell und Emma McKeon neun Sekunden schneller und siegten mit neuem Weltrekord von 7:41,50 Minuten. Alle sechs beteiligten Schwimmerinnen erhielten eine Goldmedaille.

### Von der Olympiateilnahme 2021 bis zum Ende der Karriere
Wegen der COVID-19-Pandemie wurden die Olympischen Spiele in Tokio erst im Sommer 2021 ausgetragen. Über 1500 Meter Freistil erreichte Melverton mit der achtbesten Vorlaufzeit gerade noch das Finale und wurde dort dann Sechste. Über 800 Meter Freistil hatte Melverton als Vorlaufsiebte etwas mehr Zeitvorsprung vor der Vorlaufneunten als über 1500 Meter. Im Endlauf belegte Melverton auch auf dieser Strecke den sechsten Rang.
Im Juni 2022 fanden in Budapest die Schwimmweltmeisterschaften 2022 statt. Melverton wurde Siebte über 400 Meter Freistil. Die 4-mal-200-Meter-Freistilstaffel mit Leah Neale, Lani Pallister, Brianna Throssell und Kiah Melverton war Vorlaufschnellste. Im Endlauf siegte das Quartett aus den Vereinigten Staaten mit zwei Sekunden Vorsprung vor Madison Wilson, Leah Neale, Kiah Melverton und Mollie O’Callaghan. Ebenfalls Silber erschwamm Melverton über 800 Meter Freistil hinter Katie Ledecky, aber knapp vor der Italienerin Simona Quadarella. Von Ende Juli bis Anfang August wurden in Birmingham die Commonwealth Games 2022 ausgetragen. Melverton wurde über 400 Meter Lagen Zweite hinter der Kanadierin Summer McIntosh. Die 4-mal-200-Meter-Freistilstaffel mit Madison Wilson, Kiah Melverton,
Mollie O’Callaghan und Ariarne Titmus siegte mit neuem Weltrekord von 7:39,29 Minuten. Über 800 Meter Freistil gelang Titmus, Melverton und Lani Pallister ein Dreifachsieg. Zum Abschluss siegte Titmus über 400 Meter Freistil vor Summer McIntosh und Kiah Melverton.
2023 bei den Weltmeisterschaften in Fukuoka erreichte die 4-mal-200-Meter-Freistilstaffel mit Kiah Melverton, Brianna Throssell, Lani Pallister und Madison Wilson den Endlauf mit der zweitschnellsten Vorlaufzeit. Im Finale verbesserten Mollie O’Callaghan, Shayna Jack, Brianna Throssell und Ariarne Titmus den Weltrekord auf 7:37,50 Minuten. Bei ihrem einzigen Einzelstart schied Melverton als 13. über 400 Meter Lagen aus. Bei den Weltmeisterschaften 2024 in Doha wurden im Vorlauf der 4-mal-200-Meter-Freistilstaffel Kiah Melverton, Abbey Harkin, Jaclyn Barclay und Brianna Throssell eingesetzt. Im Endlauf wurden Harkin, Shayna Jack, Throssell und Melverton Dritte. Melverton trat auch in drei Einzeldisziplinen an, erreichte aber nur über 800 Meter Freistil den Endlauf und wurde Siebte.
Nachdem sich Melverton nicht für die australische Olympiamannschaft 2024 qualifizieren konnte, beendete sie ihre Karriere als Leistungssportlerin.